# Димитър Балабанов
Димитър Балабанов е бивш български футболист, защитник. Роден е на 21 юни 1969 г. в Горна Оряховица.

## Кариера
Играл е за Локомотив (Горна Оряховица), Етър, Литекс, Спартак (Плевен), Олимпик-Берое, Берое и Белите орли. В А група има 225 мача и 9 гола. Шампион на България през 1998 г. с Литекс, финалист за Купата на ПФЛ през 1997 и полуфиналист за купата на страната през 1998 г. С отбора на Локомотив (ГО) е полуфиналист за Купата на БФС през 1991 и носител на Купа Интертото през 1992 г. В евротурнирите има 12 мача (4 за Литекс в КЕШ, 2 за Литекс в турнира за купата на УЕФА и 6 за Локомотив (ГО) в Интертото). За националния отбор има 3 мача. Бивш треньор на Прити (Лясковец). На 9 януари 2007 г. беше назначен за помощник-треньор на Локомотив (ГО).

## Статистика по сезони
- Локомотив (ГО) – 1985/86 – Б група, 6 мача/0 голa
- Локомотив (ГО) – 1986/87 – Б група, 24/2
- Локомотив (ГО) – 1987/88 – А група, 10/1
- Локомотив (ГО) – 1988/89 – А група, 14/0
- Локомотив (ГО) – 1989/90 – А група, 16/1
- Локомотив (ГО) – 1990/91 – А група, 3/0
- Локомотив (ГО) – 1991/92 – А група, 19/0
- Локомотив (ГО) – 1992/93 – А група, 21/1
- Локомотив (ГО) – 1993/94 – А група, 18/1
- Локомотив (ГО) – 1994/95 – А група, 20/1
- Етър – 1995/96 – А група, 26/1
- Литекс – 1996/97 – Б група, 31/3
- Литекс – 1997/98 – А група, 6/0
- Литекс – 1998/ес. - А група, 1/0
- Спартак (Пл) – 1999/пр. - Б група, 14/0
- Локомотив (ГО) – 1999/ес. - В група, 15/2
- Берое – 2000/пр. - А група, 11/0
- Берое – 2000/01 – А група, 20/0
- Белите орли – 2001/02 – Б група, 18/0